# Los Cuatro de Chile
Los Cuatro de Chile fue un cuarteto de música chileno, célebre por su difusión de la poesía de Óscar Castro a través de los arreglos musicales de Pascual Rojas y la musicalización de Ariel Arancibia, destacándose por temas como «Romance de barco y junco» y «Para que no me olvides». Además contaron con el apoyo vocal de los actores Héctor Duvauchelle y Humberto Duvauchelle. A su estilo propio para interpretar poemas musicalizados se le denominó «folclor cultural».

## Historia
Se dieron a conocer el año 1964. Entre 1970 y 1971 autoeditan los dos volúmenes de su álbum Homenaje a Óscar Castro, con música de Ariel Arancibia, arreglos de Pascual Rojas y la colaboración vocal de los hermanos actores Héctor y Humberto Duvauchelle. Este proyecto permitió divulgar la poesía de Óscar Castro dentro de Chile y en el extranjero.
El grupo se disolvió inicialmente en 1973, dispersándose sus miembros y siguiendo cada uno caminos independientes. Sin embargo, la banda volvió a reunirse, esta vez uniéndose Keko González a sus filas en 1986. En 1997 fallece Nelly Luco, y la banda cambia de nombre, pasando a llamarse Cuatro Voces de Chile. En El 2013 Orlando Muñoz refunda el grupo quedando su confomación Integrada por: Orlando Muñoz, Sergio González, Eduardo Valdivia y Victor Hugo Olmedo.[cita requerida]

## Integrantes
El grupo estaba integrado por:
- Nelly Luco: primera voz
- Orlando Muñoz: tercera voz y segunda guitarra
- Pascual Rojas: cuarta voz, primera guitarra y armonizador
- Ronnie Medel: segunda voz y guitarra acompañante.

## Discografía
El grupo lanzó varios álbumes de estudio, principalmente durante la década de 1970. Además participaron en algunos álbumes colectivos junto con otros grupos e intérpretes.

### Álbumes de estudio
+ 1967 -  Los Cuatro de Chile  Sello Arena LPD 042 X
- 1970 - Homenaje a Oscar Castro. Volumen I
- 1971 - Homenaje a Oscar Castro. Volumen II

+ 1973 -   Los cuatro de Chile  con Horacio Saavedra y su Orq. IRT ILS -138-
• 1976 - A Latinoamérica. ASFONA VBPS-508

### Colectivos
- 1965 - Chile ríe y canta en minería
- 1965 - Primeros juegos municipales de la canción (RCA Victor)
- 2004 - Las 100 mejores canciones chilenas de todos los tiempos (EMI Odeon)